# Власейю
Власейю — река в России, протекает по Республике Коми. Устье реки находится в 37 км от устья Боровой по левому берегу. Длина реки составляет 33 км.
На 22 километре принимает левый приток — реку Пальникъёль.

## Данные водного реестра
По данным государственного водного реестра России относится к Двинско-Печорскому бассейновому округу, водохозяйственный участок реки — Печора от впадения реки Уса до водомерного поста Усть-Цильма, речной подбассейн реки — бассейны притоков Печоры ниже впадения Усы. Речной бассейн реки — Печора. Код водного объекта — 03050300112103000075151.